# Ото Кречмер
Флотен адмирал Ото Кречмер (на немски: Otto Kretschmer, 1 май 1912 – 5 август 1998) е най-известният германски подводничар на Кригсмарине през Втората световна война.
От септември 1939 г. до залавянето му в плен през март 1941 г. за 1 година и 8 месеца потопява 52 кораба (с общ тонаж 312 383 t), което го нарежда на 1-во място сред подводните асове от Втората световна война. Награден е с най-високите отличия на Третия райх, включително Рицарски кръст с дъбови листа и мечове на Железния кръст.
След войната е в „Бундесмарине“, командва 1-ва ескортна ескадра (1957) и амфибийните сили (1958). От 1962 г. е на щабни длъжности, а от май 1965 г. е началник на Обединените сили на НАТО в Балтика. Пенсионира се през 1970 г. със звание адмирал. Умира на 5 август 1998 г. след автокатастрофа в Бавария.